# Émile Topsent
Émile Topsent est un biologiste marin français, né le 10 février 1862 au Havre et mort le 22 septembre 1951 à Dijon.
Ce spécialiste des éponges décrit notamment les espèces des collections du prince Albert Ier de Monaco (1848-1922). Ce travail est à la base de la classification des éponges.
Il préside la Société zoologique de France en 1920.

## Abréviation en botanique
Topsent bénéficie d'une abréviation en botanique, pour des publications en 1892. Il a notamment décrit le genre Pontomyxa, en 1892, dans les Archives de Zoologie expérimentale et générale, tome XXXI. Ce genre fut un temps placé parmi les Fungi, ce qui explique l'abréviation. Il est maintenant plutôt placé parmi les Mycetozoa (classe qui n'est pas considérée comme botanique). 

## Travaux
- Contribution à l'étude des clionides, 1888.
- Résultats des Campagnes Scientifiques Accomplies sur son Yacht par Albert Ier Prince Souverain de Monaco, 1892.
- Contribution à l'étude des spongiaires de l'Atlantique nord, 1892.
- Spongiaires des Açores, 1904.
- Expédition antarctique française 1903-1905, commandée par le Dr Jean Charcot. Sciences naturelles, documents scientifiques. Spongiaires et cœlentérés, 1908.
- Spongiaires de l'Expédition Antarctique Nationale Écossaise, 1913.
- Spongiaires provenant des campagnes scientifiques de la Princesse-Alice dans les mers du Nord 1898-1899, 1906-1907, 1913.
- Étude de spongiaires du Golfe de Naples, 1925.
- Diagnoses d'éponges nouvelles recueillies par le prince Albert Ier de Monaco, 1927.
- Spongiaires de l'Atlantique et de la Méditerranée provenant des croisières du Prince Albert Ier de Monaco, 1928.
- Aperçu de la faune des Éponges calcaires de la Méditerranée, 1934.
- Guide pour la connaissance d'éponges de la Méditerranée tableaux de corrections apportées aux mémoires d'O. Schmidt sur le sujet 1862, 1864, 1868, 1945

## Source
- (en) Bemon
- Jean-Jacques Amigo, « Topsent (Émile) », dans Nouveau Dictionnaire de biographies roussillonnaises, vol. 3 Sciences de la Vie et de la Terre, Perpignan, Publications de l'olivier, 2017, 915 p. (ISBN 9782908866506)